# Забава
Забава је врста активности која држи пажњу и интересовање публике или пружа задовољство и узбуђење. Може бити идеја или задатак али углавном је активност или догађај који се развијао преко хиљаду година са једном једином сврхом а то је да држи пажњу публике. Мада људи имају различита интересовања неколико форми забава је препознатљиво свима. Беседништво, музика, драма, плес и различите врсте перформанса постоје у свим културама; оне су се развиле на племићким дворовима и постале софистициране форме које су временом постале доступне свима. Овај процес је убрзан преко индустрије забаве која је комерцијализовала забаву.

## Психологија и филозофија
Забава се може разликовати од других активности, попут образовања и маркетинга, иако су они спознали како да користе привлачност забаве за постизање својих различитих циљева. Понекад забава може бити мешавина за обе вида активности. Значај и утицај забаве препознају научници, и њена све већа софистицираност утицала је на праксе у другим областима, попут музеологије.
Психолози нопомињу да је функција медијске забаве „постизање задовољства”. Од ње се обично не очекују други резултати или мерљива корист (осим можда коначног резултата у спортској забави). Ово је у супротности са образовањем (које је осмишљено са циљем развијања разумевања или помагања људима у учењу) и маркетингом (чији је циљ охрабривање људи да купују комерцијалне производе). Међутим, разлике постају замагљене када образовање настоји да буде „забавније“, а забава или маркетинг „образовнији“. Такве мешавине су често познате по неологизмима „едузабава“ или „инфозабава“. Психологија забаве, као и учења, примењена је на сва ова поља. Неки облици образовања-забаве представљају озбиљан покушај да се споје најбоље особине ове две активности. Неке људе забавља туђа туга или идеја о њиховој несрећи (злорадство).
Забава може надићи задовољство и произвести одређени увид у своју публику. Забава може вешто размотрити универзална филозофска питања попут: „Шта значи бити човек?”; „Шта је исправно учинити?”; или „Како да знам шта знам?”. „Смисао живота”, на пример, тема је у широком спектру забавних облика, укључујући филм, музику и књижевност. Питања попут ових покрећу многе наративе и драме, било да су представљена у облику приче, филма, представе, песме, књиге, плеса, стрипа или игре. Драматични примери укључују Шекспирову утицајну драму Хамлет, чији јунак ове бриге артикулише у поезији; и филмови, као што је Матрикс, који истражује природу знања и који је промовисан широм света. Романи пружају велики простор за истраживање ових тема док забављају читаоце. Пример креативног рада које филозофска питања разматра тако забавно да је представљен у веома широком спектру облика је Аутостоперски водич кроз галаксију. Првобитно радио комедија, ова прича је постала толико популарна да се појавила као роман, филм, телевизијска серија, сценска емисија, стрип, аудио књига, ЛП плоча, авантуристичка игра и онлајн игра, њене идеје су постале популарне референце (погледајте Фразе из Аутостоперског водича кроз галаксију) и преведена је на многе језике. Њене теме обухватају смисао живота, као и „етику забаве, вештачку интелигенцију, више светова, Бога и филозофски метод”.

## Историја
„Древни занат преношења догађаја и искустава, користећи речи, слике, звукове и гесте” причањем приче није само начин на који су људи преносили своје културне вредности, традицију и историју са једне генерације на другу, већ био је важан део већине облика забаве још од најстаријих времена. Приче се и даље причају у раним облицима, на пример, око ватре током камповања или док туристи слушају приче о другој култури. „Најранији низови приповедања које поседујемо, а сада, наравно, писана дела, несумњиво су првобитно били говор од уста до уха и њихова снага као забава произашла је из истих оних елемената у којима данас уживамо у филмовима и романима.“ Причање прича је активност која је еволуирала и развијала се „ка разноликости”. Многе забаве, укључујући приповедање, али посебно музика и драма, остају познате, али су се развиле у широк спектар облика који одговарају широком спектру личних преференција и културног изражавања. Многе врсте се мешају или подржавају у другим облицима. На пример, драму, приче и банкете (или ручавање) обично побољшава музика; спорт и игре су укључени у друге активности како би се повећала привлачност. Неки су можда из озбиљних или неопходних активности (попут трчања и jumpingскакања) еволуирале у такмичење, а затим постале забава. На пример, каже се да сз скокови мотком „можда настали у Холандији, где су људи користили дугачке мотке за прескакање широких канала, уместо да истроше своје кломпе ходајући миљама до најближег моста. Други тврде да је овај вид скакања био кориштен у рату зарад прескакања зидина тврђаве током битке.”” Опрема за такве спортове постала је све софистициранија. На пример, мотке за прескакање су првобитно биле направљене од дрвета попут јасена, хикорија или леске; у 19. веку је кориштен бамбус, а у 21. веку ове мотек могу бити од угљеничних влакана. Друге активности, попут ходања на штулама, и даље се виђају у циркуским представама у 21. веку. Гладијаторске борбе, познате и као „гладијаторске игре“, популарне током римског доба, представљају добар пример активности која је комбинација спорта, казне и забаве.
До промена у ономе што се сматра забавом може доћи као одговор на културне или историјске промене. Лов на дивље животиње, на пример, уведен је у Римско царство из Картагине и постао је популарна јавна забава и спектакл, подржавајући међународну трговину дивљим животињама.
Забава је такође еволуирала у различите облике и изразе као резултат друштвених превирања као што су ратови и револуције. Током кинеске Културне револуције, на пример, револуционарна опера је била санкционисана од стране Комунистичке партије. Исто тако Први светски рат, Велика депресија и Руска револуција утицали су на забаву.
Релативно мале промене у облику и месту забаве настављају да долазе и одлазе, јер на њих утичу период, мода, култура, технологија и економија. На пример, прича испричана у драматичној форми може се представити у позоришту на отвореном, у музичкој сали, у биоскопу, у мултиплексу или у виду напредних технолошких могућности, путем личног електронског уређаја, попут таблет рачунара. Забава се пружа масовној публици у наменски изграђеним структурама, попут позоришта, аудиторијума или стадиона. Једно од најпознатијих места у западном свету, Колосеум, који је „посвећен 80. години АД са стотину дана игара, омогућавао је одржавање представа је педесет хиљада гледалаца“, а у њему је публика „уживала у крвавом спорту са пољашњим сјајем сценских представа“. Спектакли, такмичења, трке и спортови су некада били представљени у овој наменски изграђеној арени као јавна забава. Нови стадиони настављају да се граде како би одговарали све софистициранијим захтевима глобалне публике.